# Botswana International University of Science and Technology
Die Botswana International University of Science and Technology (kurz BIUST; deutsch etwa: Botswana Internationale Universität für Naturwissenschaften und Technologie) ist eine staatliche Universität in Botswana. Der Campus befindet sich in Palapye. Die Universität wurde 2005 gegründet, nahm aber erst 2012 den Lehrbetrieb auf.

## Geschichte
1982 wurde die University of Botswana gegründet, damals die einzige Hochschule des Landes. 2004 wurde durch Verordnung CAB.33(B)/2004 des Präsidenten bestimmt, die Bereiche Naturwissenschaft und Technologie in eine neue Universität auszulagern. Als Sitz wurde die Stadt Palapye gewählt, wo die Universität südlich der Stadt ein 2500 Hektar großes, umzäuntes Gelände erhielt. Das entsprechende Gesetz wurde im Dezember 2005 vom Parlament beschlossen. Erster Vizekanzler (Vice-Chancellor) wurde der ghanaisch-US-amerikanische Wissenschaftler Kweku Bentil. Zum Kanzler wurde Festus G. Mogae, bis 2008 Präsident Botswanas, berufen. Angestrebt wurde eine Hochschule auf „Weltniveau“.
2011 lief der Vertrag mit dem ghanaisch-US-amerikanischen Vizekanzler Kweku Bentil aus; in der Folge wurde das Amt kommissarisch verwaltet. Es wurde diskutiert, ob die Hochschule nicht als Technical College (etwa: „College für Technik“) genutzt werden sollte, zumal der Bedarf an einheimischen Wissenschaftlern als gering eingeschätzt wurde. Die Kosten für die nächsten zehn Jahre wurden auf 1,3 Milliarden US-Dollar veranschlagt. 2012 begann wegen Verzögerungen beim Bau der Lehrbetrieb in Oodi nördlich der Hauptstadt Gaborone, über 200 Kilometer von Palapye entfernt. Dafür wurde das Gebäude des College of Applied Arts and Technology genutzt. Ab 2014 sollte dessen Gebäude als UNESCO Centre genutzt werden, der Umzug der BIUST nach Palapye verzögerte sich jedoch.
2015 trat der seit 2013 amtierende nigerianisch-US-amerikanische Vizekanzler Hillary Inyang von seinem Amt zurück. 2016 erhielt die Universität mit Otlogetswe Totolo erstmals einen Motswana als Vizekanzler.

### Liste der Vizekanzler
- 2008–2011: Kweku Bentil
- 2013–2015: Hillary Inyang
- seit 2016: Otlogetswe Totolo

## Aufbau und Statistik
Die BIUST verfügt über das College of Engineering & Technology sowie das College of Sciences. Beide sind in je sechs Departments aufgeteilt.
2015 hatte die Universität rund 1900 Studenten, darunter 206 Postgraduierte und 56 Ausländer.
Die BIUST ist Mitglied eines multinationalen Konsortiums unter deutscher Führung zur Erforschung erneuerbarer Energien, des Network of Excellence in Renewable Energy Technologies for Development (NEED).